# Karabo Sibanda
Pour les articles homonymes, voir Sibanda.
Karabo Sibanda (né le 2 juillet 1998 à Shashe-Mooke) est un athlète botswanais, spécialiste du 400 m.

## Carrière
Il remporte deux médailles d'or lors des championnats d'Afrique juniors de 2015, en portant son record à 46 s 33 à Addis-Abeba, après avoir remporté la médaille d'argent lors des Jeux olympiques de la jeunesse de 2014.
Le 17 juillet 2015, il porte son record à 46 s 03 lors des championnats du monde jeunesse 2015 à Cali.
Il devient vice-champion d'Afrique en juin 2016 sur le 400 m en 45 s 42.
Le 21 juillet 2016, il porte son record à 45 s 15 en demi-finale des championnats du monde juniors à Bydgoszcz. Lors de ces Championnats, il bat également le record d'Afrique juniors du relais 4 x 400 m avec ses coéquipiers Omphemetse Poo, Baboloki Thebe et Xholani Talane en 3 min 2 s 81.

## Palmarès
| Date | Compétition                    | Lieu           | Résultat | Épreuve   | Temps              |
| ---- | ------------------------------ | -------------- | -------- | --------- | ------------------ |
| 2014 | Jeux olympiques de la jeunesse | Nankin         | 2e       | 400 m     | 46 s 76            |
| 2015 | Championnats d'Afrique juniors | Addis-Abeba    | 1er      | 400 m     | 46 s 33            |
| 2015 | Championnats d'Afrique juniors | Addis-Abeba    | 1er      | 4 × 400 m | 3 min 11 s 00      |
| 2015 | Championnats du monde jeunesse | Cali           | 5e       | 400 m     | 46 s 03            |
| 2016 | Championnats d'Afrique         | Durban         | 2e       | 400 m     | 45 s 42            |
| 2016 | Championnats d'Afrique         | Durban         | 1er      | 4 × 400 m | 3 min 2 s 20       |
| 2016 | Championnats du monde juniors  | Bydgoszcz      | 3e       | 400 m     | 45 s 45            |
| 2016 | Championnats du monde juniors  | Bydgoszcz      | 2e       | 4 × 400 m | 3 min 2 s 81 (AJR) |
| 2016 | Jeux olympiques                | Rio de Janeiro | 5e       | 400 m     | 44 s 25            |
| 2016 | Jeux olympiques                | Rio de Janeiro | 5e       | 4 × 400 m | 2 min 59 s 06      |
| 2017 | Relais mondiaux de l'IAAF      | Nassau         | 2e       | 4 × 400 m | 3 min 2 s 28       |

## Records
| Épreuve | Performance | Lieu           | Date         |
| ------- | ----------- | -------------- | ------------ |
| 200 m   | 21 s 28     | Potchefstroom  | 15 mars 2016 |
| 400 m   | 44 s 25     | Rio de Janeiro | 14 août 2016 |